# 2023 no desporto
Nesta página encontram-se os fatos e referências do desporto que acontecerão durante o ano de 2023.

## Eventos previstos

### Eventos multidesportivos
- 12 a 22 de janeiro - Universíada de Inverno, em  Lake Placid [1]
- 23 de junho a 8 de julho - Jogos Centro-Americanos e do Caribe, em  San Salvador [2]
- 28 de julho a 8 de agosto - Universíada de Verão, em  Chengdu [3]
- 23 de setembro a 8 de outubro - Jogos Asiáticos, em  Hangzhou [4]
- 20 de outubro a 5 de novembro - Jogos Pan-Americanos, em  Santiago [5]
- 17 de novembro a 25 de novembro - Jogos Parapan-Americanos, em  Santiago [5]

### Atletismo
- 19 a 27 de agosto - Campeonato Mundial de Atletismo, em  Budapeste [6]

### Automobilismo
- 14 de janeiro a 30 de julho - Fórmula E [7]
- 5 de fevereiro a 5 de novembro - NASCAR Cup Series [8]
- 5 de março a 10 de setembro - Fórmula Indy [9]
- 5 de março a 26 de novembro - Fórmula 1 [10]
- 17 de março a 4 de novembro - Mundial de Endurance (FIA WEC) [11]
- 2 de abril a 17 de dezembro - Stock Car [12]

### Basquetebol
- 1 a 9 de julho - Copa América de Basquetebol Feminino, em  León [13]
- 25 de agosto a 10 de setembro - Copa do Mundo de Basquetebol Masculino, nas  Filipinas,  Indonésia e  Japão [14]

### Esportes aquáticos
- 14 a 30 de julho - Campeonato Mundial de Esportes Aquáticos, em  Fukuoka [15]

### Futebol
- 2 a 25 de janeiro - Copa São Paulo de Futebol Júnior [16]
- 1 a 11 de fevereiro - Copa do Mundo de Clubes da FIFA de 2022, no  Marrocos [17]
- 7 de fevereiro a 4 de novembro - Copa Libertadores da América [18]
- 21 e 28 de fevereiro - Recopa Sul-Americana [18]
- 22 de fevereiro a 24 de setembro - Copa do Brasil [19][20]
- 7 de março a 28 de outubro - Copa Sul-Americana [18]
- 15 de abril a 6 de dezembro - Campeonato Brasileiro [21]
- 20 de maio a 11 de junho - Copa do Mundo Sub-20, na  Argentina [22]
- 24 de junho a 16 de julho - Copa Ouro da CONCACAF [23]
- 20 de julho a 20 de agosto - Copa do Mundo Feminina, na  Austrália e  Nova Zelândia [24]
- 16 de agosto - Supercopa da UEFA, em  Pireu [25]
- 5 a 21 de outubro - Copa Libertadores da América de Futebol Feminino, na  Colômbia [26]
- 12 a 22 de dezembro - Copa do Mundo de Clubes da FIFA de 2023, na  Arábia Saudita [27]

### Futebol de areia
- 11 a 19 de março - Copa América de Futebol de Areia, em  Rosário [28]
- 16 a 26 de novembro - Copa do Mundo de Futebol de Areia, nos  Emirados Árabes Unidos [29]

### Rugby
- 8 de setembro a 21 de outubro - Copa do Mundo, na  França [30]

### Tênis
- 17 a 29 de janeiro - Aberto da Austrália [31]
- 28 de maio a 11 de junho - Roland Garros [32]
- 3 a 16 de julho - Wimbledon [33]
- 28 de agosto a 10 de setembro - US Open [34]

### Voleibol
- 30 de maio a 16 de julho - Liga das Nações de Voleibol Feminino [35]
- 7 de junho a 24 de julho - Liga das Nações de Voleibol Masculino [35]
- 7 a 16 de julho - Campeonato Mundial de Voleibol Masculino Sub-21, em  Manama [36]
- 27 a 30 de julho - Challenger Cup de Voleibol Feminino, em  Laval [37]
- 27 a 30 de julho - Challenger Cup de Voleibol Masculino, em  Doha [38]
- 15 de agosto a 3 de setembro - Campeonato Europeu de Voleibol Feminino, na  Alemanha,  Bélgica,  Estónia e  Itália [39]
- 17 a 26 de agosto - Campeonato Mundial de Voleibol Feminino Sub-21, em  León e Aguascalientes [36]
- 18 a 26 de agosto - Campeonato Asiático de Voleibol Masculino, em  Teerã [40]
- 19 a 23 de agosto - Campeonato Sul-Americano de Voleibol Feminino, em  Recife [41]
- 26 a 30 de agosto - Campeonato Sul-Americano de Voleibol Masculino, em  Recife [41]
- 28 de agosto a 16 de setembro - Campeonato Europeu de Voleibol Masculino, na  Bulgária,  Israel,  Itália e  Macedônia do Norte [42]
- 3 a 10 de setembro - Campeonato Asiático de Voleibol Feminino, em  Nakhon Ratchasima [40]
- 16 a 24 de setembro - Copa do Mundo de Voleibol Feminino, no  Japão [43]
- 16 a 24 de setembro - Torneio Pré-Olímpico de Voleibol Feminino, na  China e  Polónia [44]
- 30 de setembro a 8 de outubro - Copa do Mundo de Voleibol Masculino, no  Japão [43]
- 30 de setembro a 8 de outubro - Torneio Pré-Olímpico de Voleibol Masculino, no  Brasil e  China [44]

## Fa(c)tos

### Janeiro
- 25 de Janeiro - O  Palmeiras vence a Copa São Paulo de Futebol Júnior [45]
- 26 de Janeiro -  Luisa Stefani e  Rafael Matos vencem a chave de duplas mistas do Aberto da Austrália de Tênis [46]
- 28 de Janeiro
  -  Aryna Sabalenka [a] vence a chave simples feminina do Aberto da Austrália de Tênis [48]
  - O  Palmeiras vence a Supercopa do Brasil [49]
- 29 de Janeiro
  -  Novak Djokovic vence a chave simples masculina do Aberto da Austrália de Tênis [50]
  -  Colin Braun,  Hélio Castroneves,   Simon Pagenaud e  Tom Blomqvist, com um Acura ARX-06, vencem as 24 Horas de Daytona [51]

### Fevereiro
- 11 de Fevereiro - O  Real Madrid vence a Copa do Mundo de Clubes da FIFA de 2022 [52]
- 12 de Fevereiro
  - Os Kansas City Chiefs vencem o Super Bowl LVII e são campeões da NFL [53]
  - O  Brasil vence o Campeonato Sul-Americano de Futebol Sub-20 [54]
- 19 de Fevereiro -  Ricky Stenhouse Jr. vence as 500 Milhas de Daytona [55]
- 28 de Fevereiro - O  Independiente del Valle vence a Recopa Sul-Americana de Futebol [56]

### Março
- 18 de Março - A  Irlanda vence o Torneio das Seis Nações de Rugby [57]
- 19 de Março - O  Brasil vence a Copa América de Futebol de Areia [58]
- 26 de Março - O  Maranhão vence o Campeonato Maranhense de Futebol [59]

### Abril
- 6 de Abril - A  Inglaterra vence a Copa dos Campeões CONMEBOL–UEFA Feminina [60]
- 8 de Abril
  - O  Grêmio vence o Campeonato Gaúcho de Futebol [61]
  - O  Fortaleza vence o Campeonato Cearense de Futebol [62]
  - O  Cuiabá vence o Campeonato Mato-Grossense de Futebol [63]
- 9 de Abril
  - O  Palmeiras vence o Campeonato Paulista de Futebol [64]
  - O  Atlético Mineiro vence o Campeonato Mineiro de Futebol [65]
  - O  Fluminense vence o Campeonato Carioca de Futebol [66]
  - O  CRB vence o Campeonato Alagoano de Futebol [67]
  - O  Bahia vence o Campeonato Baiano de Futebol [68]
  - O  Atlético Goianiense vence o Campeonato Goiano de Futebol [69]
  - O  Treze vence o Campeonato Paraibano de Futebol [70]
  - O  Athletico Paranaense vence o Campeonato Paranaense de Futebol [71]
  - O  Criciúma vence o Campeonato Catarinense de Futebol [72]
  - O  Tocantinópolis vence o Campeonato Tocantinense de Futebol [73]
  -  Jon Rahm vence o Masters de Golfe.[74]
- 15 de Abril
  - O  Franca vence a Basketball Champions League Américas [75]
  - O  Real Brasília vence o Campeonato Brasiliense de Futebol [76]
  - O  River-PI vence o Campeonato Piauiense de Futebol [77]
- 22 de Abril
  - O  Sport vence o Campeonato Pernambucano de Futebol [78]
  - O  Itabaiana vence o Campeonato Sergipano de Futebol [79]
- 23 de Abril
  - O  Amazonas vence o Campeonato Amazonense de Futebol [80]
  - O  Real Noroeste vence o Campeonato Capixaba de Futebol [81]
- 24 de Abril - O  Brasil vence o Campeonato Sul-Americano de Futebol Sub-17 [82]
- 30 de Abril
  - O Sada Cruzeiro vence a Superliga Brasileira de Voleibol Masculino [83]
  - O  Costa Rica vence o Campeonato Sul-Mato-Grossense de Futebol [84]

### Maio
- 1 de Maio- O  Rio Branco-AC vence o Campeonato Acriano de Futebol [85]
- 3 de Maio - O  Ceará vence a Copa do Nordeste de Futebol [86]
- 4 de Maio - O  Napoli vence o Campeonato Italiano de Futebol [87]
- 7 de Maio - O  Praia Clube vence a Superliga Brasileira de Voleibol Feminino [88]
- 14 de Maio - O  Barcelona vence o Campeonato Espanhol de Futebol [89]
- 17 de Maio - O  América de Natal vence o Campeonato Potiguar de Futebol [90]
- 20 de Maio
  - O  Manchester City vence o Campeonato Inglês de Futebol [91]
  - O  Porto Velho vence o Campeonato Rondoniense de Futebol [92]
- 21 de Maio -  Brooks Koepka vence o Campeonato da PGA de golfe.[93]
- 24 de Maio - O  São Raimundo-RR vence o Campeonato Roraimense de Futebol [94]
- 26 de Maio - O  Águia de Marabá vence o Campeonato Paraense de Futebol [95]
- 27 de Maio
  - O  Bayern de Munique vence o Campeonato Alemão de Futebol [96]
  - O  Benfica vence o Campeonato Português de Futebol [97]
  - O  Paris Saint-Germain vence o Campeonato Francês de Futebol [98]
- 28 de Maio -  Josef Newgarden vence as 500 Milhas de Indianápolis [99]
- 31 de Maio
  - O  Sevilla vence a Liga Europa da UEFA [100]
  - O  Goiás vence a Copa Verde de Futebol [101]

### Junho
- 7 de Junho - O  West Ham vence a Liga Conferência Europa da UEFA [102]
- 10 de Junho
  -  Iga Świątek vence a chave simples feminina do Torneio de Tênis de Roland Garros [103]
  - O  Manchester City vence a Liga dos Campeões da UEFA [104]
  -  Franca vence o Novo Basquete Brasil [105]
- 11 de Junho
  -  Novak Djokovic vence a chave simples masculina do Torneio de Tênis de Roland Garros [106]
  -  Alessandro Pier Guidi,  Antonio Giovinazzi e  James Calado, com uma Ferrari 499P, vencem as 24 Horas de Le Mans [107]
  - O  Uruguai vence a Copa do Mundo FIFA Sub-20 [108]
- 12 de Junho - O Denver Nuggets é campeão da NBA pela primeira vez [109]
- 13 de Junho - O Vegas Golden Knights vence a Stanley Cup e é campeão da NHL pela primeira vez [110]
- 18 de Junho
  - A  Espanha vence a Liga das Nações da UEFA [111]
  - Os  Estados Unidos vencem a Liga das Nações da CONCACAF [112]
  -  Wyndham Clark vence o U.S. Open de Golfe.[113]

### Julho
- 9 de Julho - O  Brasil vence a Copa América de Basquetebol Feminino [114]
- 15 de Julho -  Markéta Vondroušová vence a chave simples feminina do Torneio de Tênis de Wimbledon [115]
- 16 de Julho
  -  Carlos Alcaraz vence a chave simples masculina do Torneio de Tênis de Wimbledon [116]
  - A  Turquia vence a Liga das Nações de Voleibol Feminino [117]
  - O  México vence a Copa Ouro da CONCACAF [118]
- 23 de Julho
  - A  Polônia vence a Liga das Nações de Voleibol Masculino [119]
  -  Jonas Vingegaard vence o Tour de France de Ciclismo [120]
  -  Brian Harman vence o Aberto Britânico de Golfe.[121]
- 29 de Julho -  Jake Dennis vence o título da Fórmula E [122]
- 30 de Julho
  - A   França vence a Challenger Cup de Voleibol Feminino [123]
  - A   Turquia vence a Challenger Cup de Voleibol Masculino [124]

### Agosto
- 16 de Agosto - O  Manchester City vence a Supercopa da UEFA [125]
- 20 de Agosto - A  Espanha vence a Copa do Mundo de Futebol Feminino [126]
- 22 de Agosto - O  Brasil vence o Campeonato Sul-Americano de Voleibol Feminino [127]
- 26 de Agosto
  - A  China vence o Campeonato Mundial de Voleibol Feminino Sub-21 [128]
  - O  Japão vence o Campeonato Asiático de Voleibol Masculino [129]
- 27 de Agosto -  Viktor Hovland é campeão da FedEx Cup de golfe.[130]
- 30 de Agosto - A  Argentina vence o Campeonato Sul-Americano de Voleibol Masculino [131]

### Setembro
- 1 de Setembro -  Gabriel Bortoleto vence o campeonato da Fórmula 3 FIA [132]
- 3 de Setembro
  -  Álex Palou vence o campeonato da Fórmula Indy [133]
  - A  Turquia vence o Campeonato Europeu de Voleibol Feminino [134]
- 9 de Setembro
  -  Filipe Toledo e  Caroline Marks vencem o Circuito Mundial de Surfe [135]
  -  Coco Gauff vence a chave simples feminina do US Open de Tênis [136]
  -  João Fonseca vence a chave juvenil masculina do US Open de Tênis [137]
- 10 de Setembro
  - A  Alemanha vence a Copa do Mundo de Basquetebol Masculino [138]
  - A  Tailândia vence o Campeonato Asiático de Voleibol Feminino [139]
  - O  Corinthians vence o Campeonato Brasileiro de Futebol Feminino [140]
  -  Novak Djokovic vence a chave simples mascuina do US Open de Tênis [141]
- 16 de Setembro
  - A  Polônia vence o Campeonato Europeu de Voleibol Masculino [142]
  - O  Ferroviário vence o Campeonato Brasileiro de Futebol da Série D [143]
- 24 de Setembro
  - O  São Paulo vence a Copa do Brasil de Futebol [144]
  - A  Turquia vence a Copa do Mundo de Voleibol Feminino [145]
  -  Franca vence a Copa Intercontinental FIBA [146]

### Outubro
- 1 de Outubro - A  Europa vence os  Estados Unidos na Ryder Cup de golfe.[147]
- 7 de Outubro -  Max Verstappen vence o campeonato da Fórmula 1 [148]
- 8 de Outubro - Os  Estados Unidos vencem a Copa do Mundo de Voleibol Masculino [149]
- 21 de Outubro - O  Corinthians vence a Copa Libertadores da América de Futebol Feminino [150]
- 22 de Outubro - O  Amazonas vence o Campeonato Brasileiro de Futebol da Série C [151]
- 28 de Outubro
  - A  África do Sul vence a  Copa do Mundo de Rugby [152]
  - A  LDU Quito vence a Copa Sul-Americana de Futebol [153]

### Novembro
- 1 de Novembro - O Texas Rangers vence a World Series e é campeão da MLB pela primeira vez [154]
- 4 de novembro - O  Fluminense vence a Copa Libertadores da América [155]
- 5 de novembro -  Ryan Blaney vence a NASCAR Cup Series [156]
- 6 de novembro -  Iga Świątek vence o WTA Finals [157]
- 14 de novembro - O  Vitória vence o Campeonato Brasileiro de Futebol da Série B [158]

### Dezembro
- 2 de Dezembro - A  Alemanha vence a Copa do Mundo FIFA Sub-17 [159]
- 6 de Dezembro - O  Palmeiras vence o Campeonato Brasileiro de Futebol [160]
- 17 de Dezembro  Gabriel Casagrande vence o campeonato da Stock Car [161]
- 22 de Dezembro - O  Manchester City vence a Copa do Mundo de Clubes da FIFA de 2023 [162]
- 31 de Dezembro -  Timothy Kiplagat e  Catherine Reline vencem a Corrida Internacional de São Silvestre [163]